# Heteròlisi

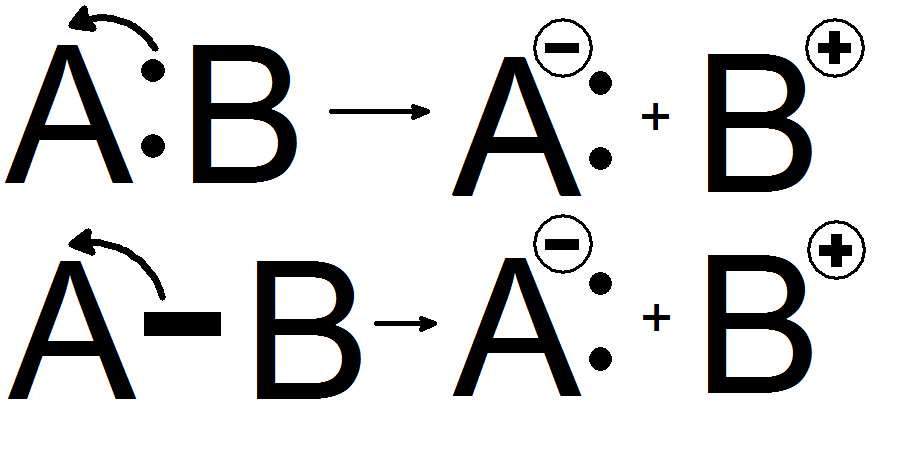
Dos esquemes amb una ruptura heterolítica d'una molècula AB

Una heteròlisi és el procés que s'esdevé en una reacció química consistent en la ruptura d'un enllaç químic de forma heterogènia. Dels dos fragments que es formen, un d'ells, anomenat acceptor, es queda amb els dos electrons procedents del doblet electrònic enllaçant, l'altre fragment (donador) es queda sense electrons. Aquesta ruptura proporciona, per tant, ions. Totes les reaccions d'ionització pertanyen a aquest tipus de reacció.